# Musikåret 1943

## Händelser
- 14 februari – Kurt Atterbergs sjunde symfoni Sinfonia romantica uruppförs i Frankfurt am Main med Hermann Abendroth som dirigent.
- okänt datum – Sångboken Nu ska vi sjunga utkommer i Sverige på initiativ av Alice Tegnér.

## Årets singlar & hitlåtar
Vänligen sortera soloartister på efternamn, musikgrupper på förstabokstaven (utan engelskans "The" och "A")
- Ulla Billqvist – Världen är full av violer[1]
- Karl Gerhard – Förgyll vad du kan förgylla (Betal din licens med glaede)[2]
- Karl Gerhard – Vart tar alla vackra flickor vägen[3]

## Årets sångböcker och psalmböcker
- Evert Taube – Ballader i Bohuslän[4]
- Nu ska vi sjunga

## Födda
- 17 januari – Chris Montez, amerikansk sångare.
- 19 januari – Janis Joplin, amerikansk sångare.
- 25 januari – Hans-Erik Philip, dansk kompositör och musikarrangör.
- 24 februari – George Harrison, gitarrist, sångare och låtskrivare, medlem i The Beatles.
- 4 mars – Berit Carlberg, svensk sångare, skådespelare, regissör och revyprimadonna.
- 7 mars – Gunilla Söderström, svensk operasångare.
- 15 mars – Sly Stone, amerikansk musiker, frontman i Sly and the Family Stone.
- 23 mars – Nils-Aslak Valkeapää, finländsk-samisk författare, musiker och konstnär.
- 29 mars – Vangelis, grekisk musiker.
- 2 april – Bill Öhrström, svensk musiker.
- 3 april – Richard Manuel, kanadensisk musiker, pianist och trummis i The Band.
- 7 april – Evabritt Strandberg, svensk skådespelare och sångare.
- 25 april – Gunnar Valkare, svensk tonsättare, musiker, dirigent, pedagog och musikforskare.
- 30 april – Bobby Vee, amerikansk sångare.
- 27 maj – Cilla Black, brittisk sångare.
- 2 juni – Dag Lundin, svensk tonsättare.
- 4 juni – Ann-Charlotte Björling, svensk skådespelare och operettsångare.
- 23 juni – James Levine, amerikansk dirigent och pianist.
- 26 juni – Georgie Fame, brittisk sångare.
- 29 juni – Little Eva, amerikansk sångare.
- 5 juli – Robbie Robertson, kanadensisk musiker, gitarrist i The Band.
- 26 juli – Mick Jagger, brittisk sångare och låtskrivare, medlem i The Rolling Stones.
- 31 juli – Lobo, eg. Roland Kent LaVoie, amerikansk sångare och låtskrivare.
- 8 augusti – Daniel Börtz, svensk tonsättare.
- 19 augusti – Billy J. Kramer, engelsk sångare.
- 23 augusti – Pino Presti, italiensk basist, arrangör, kompositör, dirigent och producent.
- 1 september – Mats Persson, svensk pianist och tonsättare.
- 3 september – Kjell Öhman, svensk pianist och organist.
- 23 september
  - Steve Boone, amerikansk musiker, medlem av The Lovin' Spoonful.
  - Julio Iglesias, spansk sångare och fotbollsmålvakt.
- 27 september – Jeja Sundström, svensk trubadur och skådespelare.
- 10 oktober – Stefan Forssén, svensk tonsättare och musiker.
- 11 oktober – Per-Gunnar Alldahl, svensk tonsättare och musikteoripedagog.
- 16 oktober – Lou Rossling, svensk refräng- och körsångare.
- 7 november – Joni Mitchell, kanadensisk sångare.
- 12 november – Brian Hyland, amerikansk sångare.
- 14 november – Miklós Maros, svensk tonsättare.
- 28 november – Randy Newman, amerikansk sångare, kompositör och pianist.
- 9 december – Lasse Holm, svensk kompositör, låtskrivare och sångare.
- 18 december – Keith Richards, gitarrist, sångare och låtskrivare, medlem i The Rolling Stones.
- 30 december – Gösta Winbergh, svensk operasångare.
- 31 december
  - John Denver, amerikansk countrysångare.
  - Pete Quaife, brittisk musiker, basist i The Kinks 1963–69.

## Avlidna
- 28 mars – Sergej Rachmaninov, 69, rysk kompositör, pianist och dirigent.
- 19 april – Gustave Doret, 76, schweizisk kompositör, violinist och dirigent.
- 30 april – Karl Wohlfart, 68, svensk musikpedagog och tonsättare.
- 26 maj – Alice Tegnér, 79, svensk visdiktare och kompositör.
- 30 september – Conny Molin, 57, svensk operasångare.

### Fotnoter
1. ↑  ”Svensk mediedatabas”. http://smdb.kb.se/catalog/id/002077968. Läst 22 mars 2011.
2. ↑  ”Svensk mediedatabas”. http://smdb.kb.se/catalog/id/000094288. Läst 22 mars 2011.
3. ↑  ”Svensk mediedatabas”. http://smdb.kb.se/catalog/id/000094286. Läst 22 mars 2011.
4. ↑  ”Evert Taubes visböcker med innehåll”. http://www.abc.se/~m8169/taube/taubevis.html. Läst 23 mars 2011.